# Froideterre
Froideterre és un municipi francès situat al departament de l'Alt Saona i a la regió de Borgonya - Franc Comtat. L'any 2017 tenia 371 habitants.

## Demografia
El 2007 la població de fet de Froideterre era de 377 persones. Hi havia 148 famílies i 155 habitatges.

## Economia
El 2007 la població en edat de treballar era de 266 persones. Hi havia el 2007 unes empreses de serveis de proximitat: botiga, reparació d'automàbils, hostatgeria, fleca, restaurant… El 2009 hi havia una escola elemental integrada dins d'un grup escolar.